# Monastère d'Alahan
Le monastère d'Alahan (en turc, Alahan Manastırı) est un site protobyzantin, situé près du village d'Alahan, dans la province d'Içel, Turquie, à 2 km au-dessus de la route moderne de Silifke à Karaman. Sa situation sur le versant sud d'une montagne, à environ 1200 mètres en amont de la vallée de la rivière Göksu (Kalykadnos), ainsi que le bon état de ses constructions, contribuent à en faire l'un des sites antiques les plus impressionnants d'Asie mineure.

## Histoire
Le monastère fut construit dans la deuxième moitié du Ve siècle apr. J.-C., mais fut probablement abandonné dès le VIIe siècle. Les ruines comprennent deux églises, l'une (l'église orientale) est extrêmement bien préservée, avec un baptistère, une colonnade sur la longueur complète du site, et deux ou trois bâtiments annexes, ainsi que certaines grottes et tombes. Le complexe aurait peut-être été financé par l'empereur Zénon (474-491), qui était originaire de la région. Les bâtiments sont étirés le long de la montagne, et couvrent une superficie de 30 sur 200 mètres. Il est tout à fait possible que les moines aient vécu dans les logements entourant le complexe. Le monastère est considéré comme la réalisation la plus aboutie des tailleurs de pierre et des sculpteurs isauriens. Alahan est un site clé dans l'histoire de l'architecture protobyzantine, un demi-siècle avant les grandes réalisations de Justinien à Constantinople.

## Patrimoine mondial de l'Unesco
Le site a été ajouté à la liste indicative du Patrimoine mondial de l'Unesco, le 25 février 2000.